# Trabectedină
Trabectedina este un agent chimioterapic și este utilizat în tratamentul unor forme de cancer (sarcom de țesuturi moi, cancer ovarian sensibil la compuși de platină). Calea de administrare disponibilă este cea intravenoasă.